# BMW X7
BMW X7 je automobil vyráběný německou automobilkou BMW. Je největším vozem prodávaným automobilkou BMW a druhým nejdražším modelem, který automobilka prodává.
Model byl poprvé oficiálně oznámen v březnu 2014, ale k dispozici byl v předobjednávkách až od října 2018. V dubnu 2022 model prošel faceliftem. V květnu 2025 automobilka BMW oznámila, že vyvíjí i druhou generaci vozu.

## Galerie

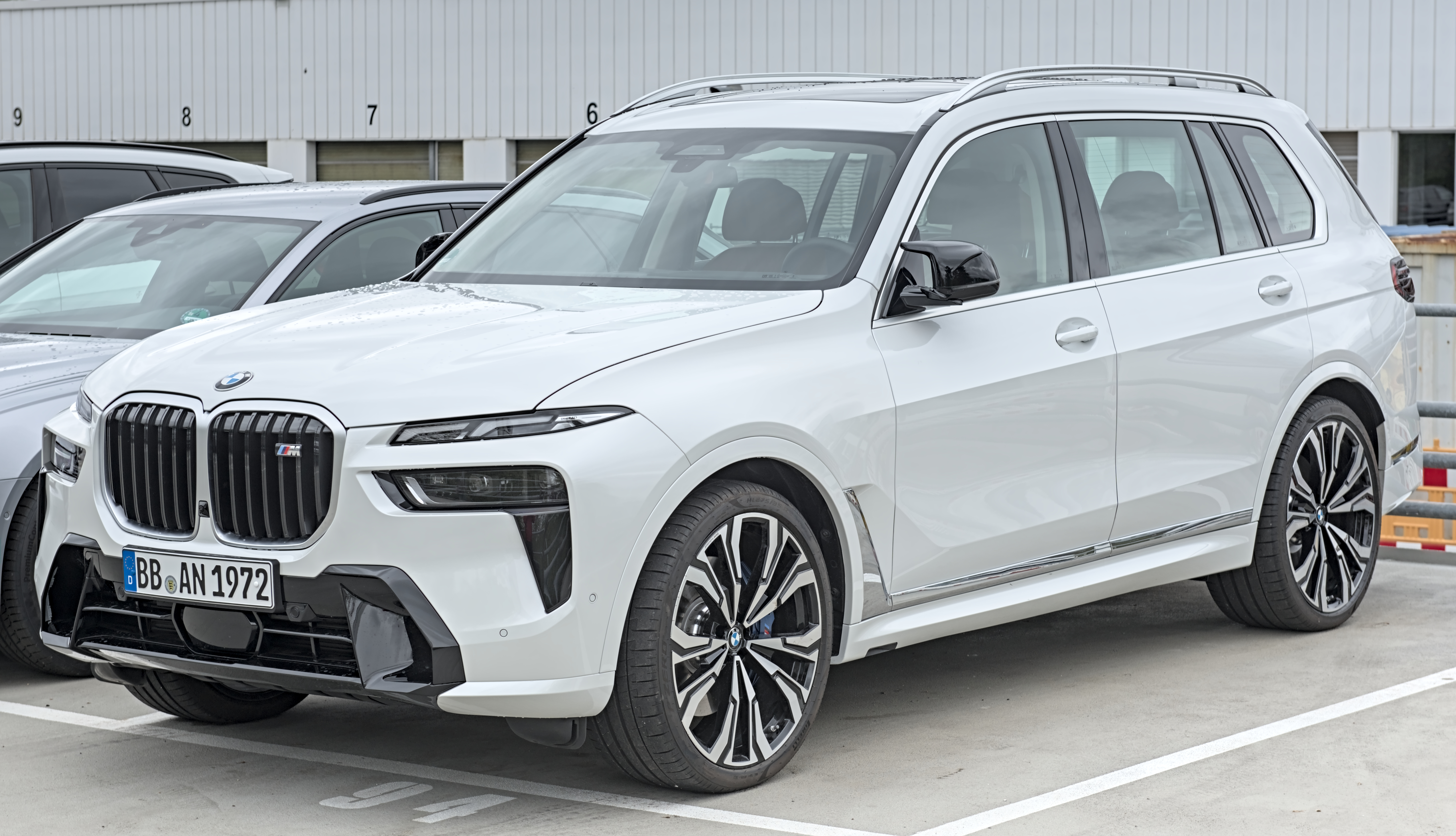
BMW G07 X7 v bílé barvě
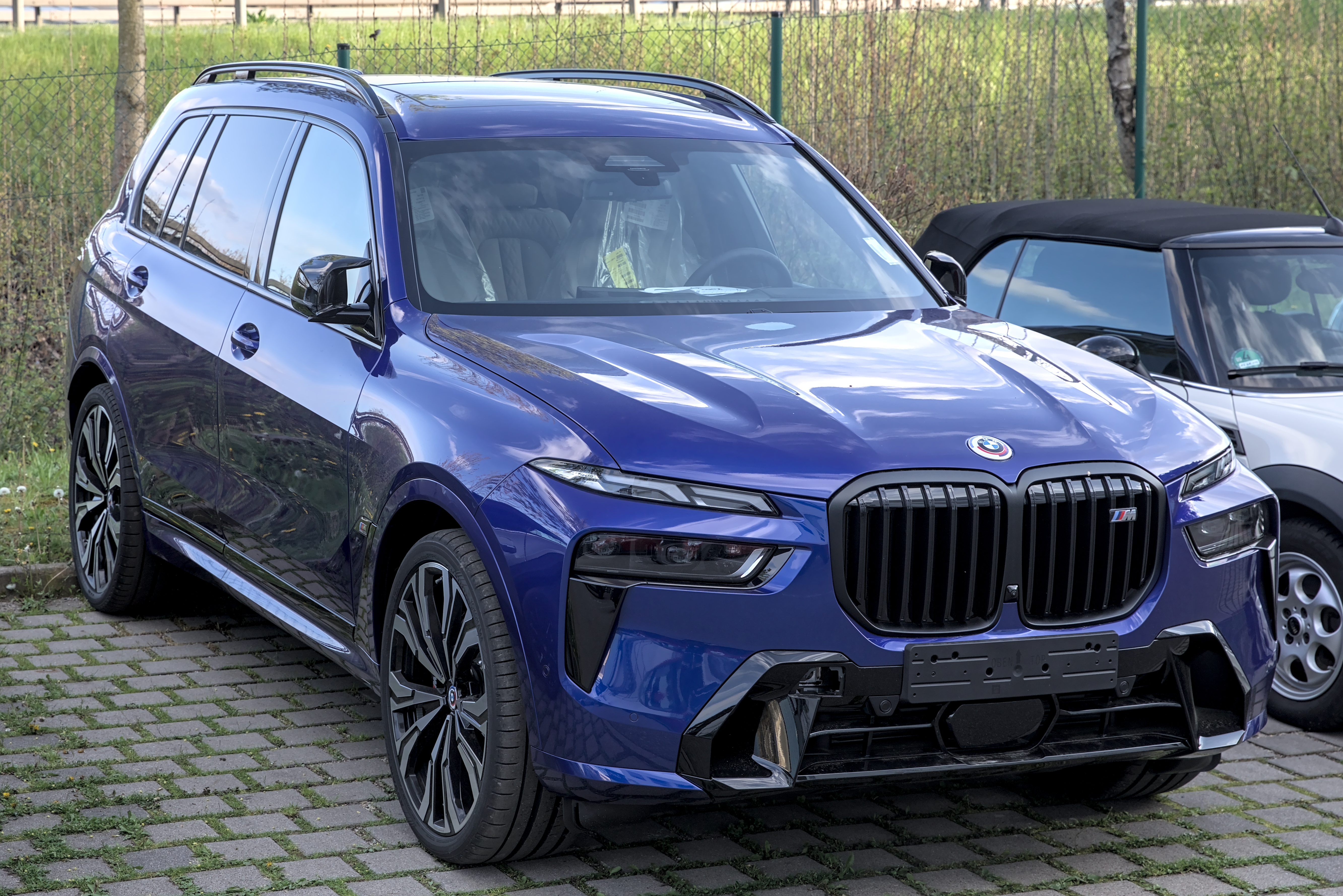
Modré BMW X7 ve Stuttgartu v roce 2023
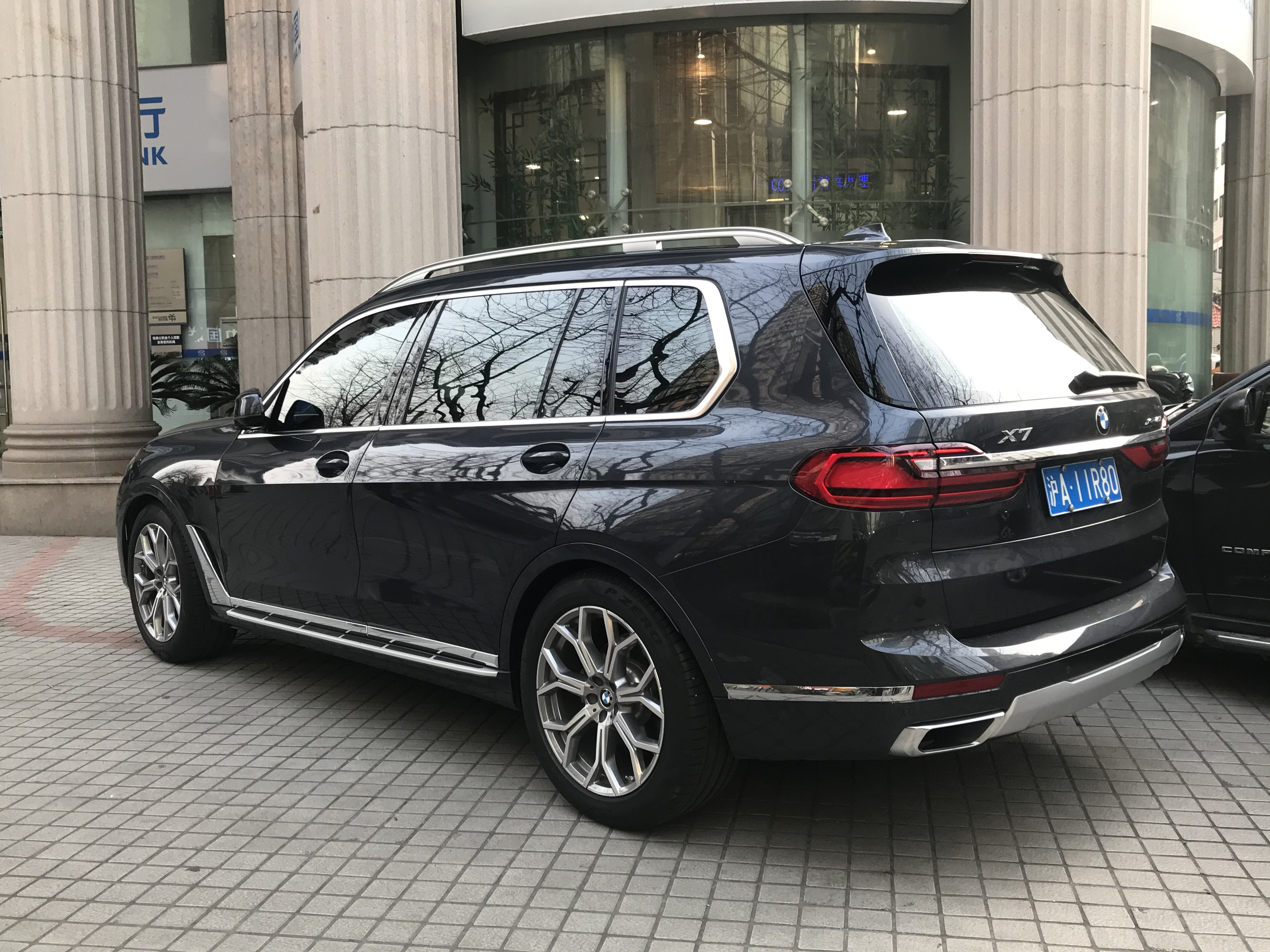
Černé BMW X7 v Číně, pohled zezadu a zboku
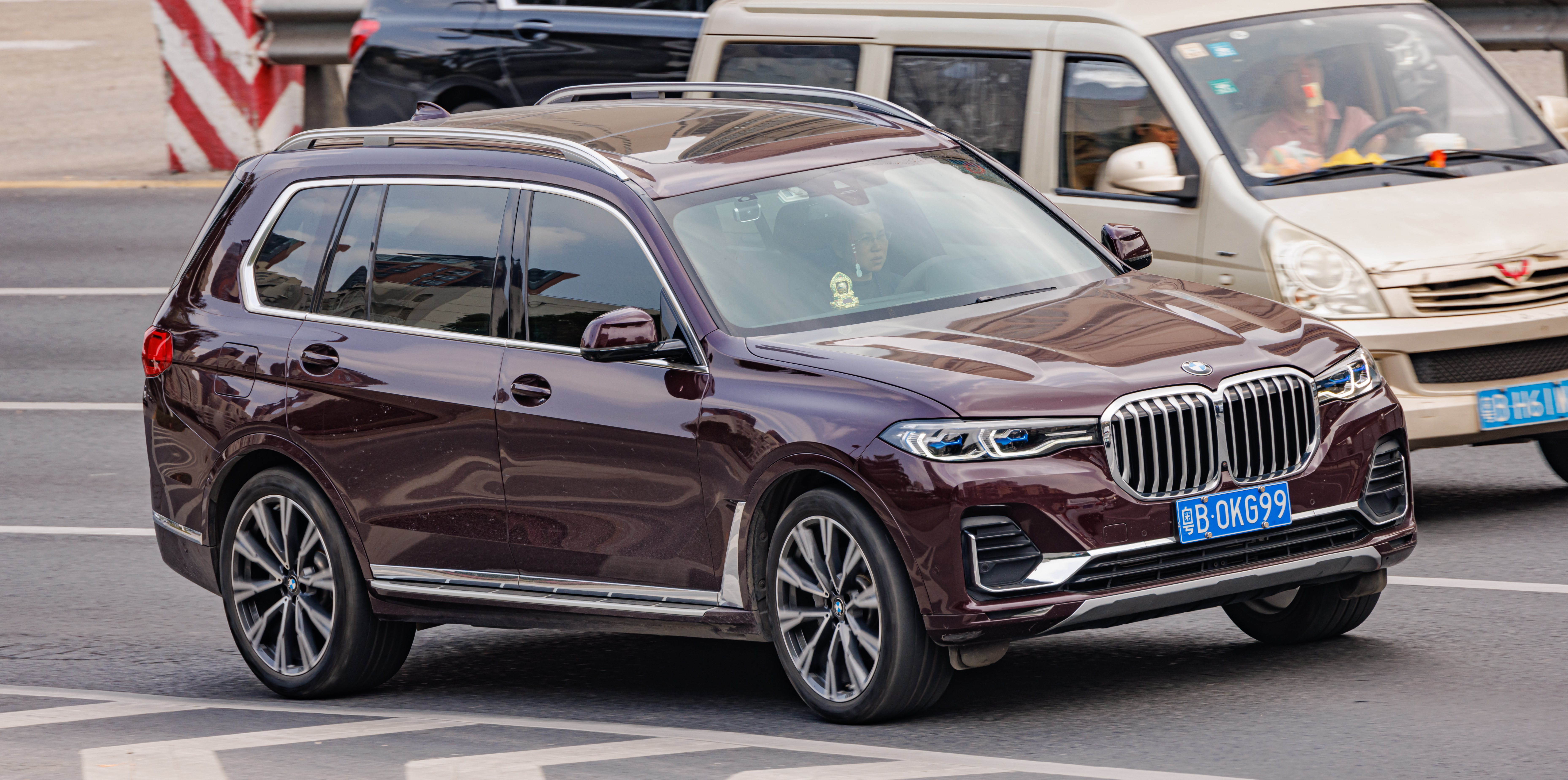
Vínové BMW X7 v Číně během jízdy
Bíločerné BMW X7 ve Velké Británii